# Шабаршата
 Шабаршата  — деревня в Афанасьевском районе Кировской области в составе Бисеровского сельского поселения.

## География
Расположена на расстоянии примерно 17 км на север по прямой от районного центра поселка  Афанасьево на правобережье реки Кама.

## История
Известна была с 1891 года как починок Шабаршатский на 4 семьи, в 1905 году здесь (деревня Шабаршатское) 4 двора и 23 жителя, в 1926 5 и 29, в 1950 13 и 45, в 1989 проживал 1 человек. Настоящее название утвердилось с 1950 года.  

## Население
Постоянное население составляло 2 человека (русские 100%) в 2002 году, 0 в 2010.